# Lou Gehrig
Henry Louis Gehrig, all'anagrafe Heinrich Ludwig Gehrig (New York, 19 giugno 1903 – New York, 2 giugno 1941) è stato un giocatore di baseball statunitense, uno dei più noti nella storia della Major League e dei New York Yankees, squadra nella quale militò per tutta la sua carriera agonistica.
Stabilì uno dei record più significativi nella storia dello sport, giocando per 2130 partite consecutive dal suo esordio fino al suo ritiro, causato dalla malattia che oggi è nota con il suo nome (malattia di Lou Gehrig). Il suo record di 2130 partite giocate consecutivamente fu battuto il 6 settembre 1995 da Cal Ripken, Jr., giocatore dei Baltimore Orioles.
Nel 1934 vinse la tripla corona dei battitori dell'American League.

## Biografia
Heinrich Ludwig Gehrig nacque al 1894 Second Avenue (secondo certificato di nascita) a Yorkville (Manhattan); alla nascita pesava 14 libbre (6,4 kg). Era il secondogenito di quattro figli di immigrati tedeschi, Christina Foch (1881-1954) e Heinrich Gehrig (1867-1946). Il padre metalmeccanico era frequentemente disoccupato, oltre a essere alcolizzato ed epilettico, la madre lo crebbe con autorità. Gehrig fu l'unico a sopravvivere dei figli in età adulta. Le due sorelle morirono giovani di pertosse e morbillo; un altro fratello morì infante. Fin da bambino aiutò la madre con lavori saltuari. Gehrig parlava la lingua tedesca da bambino e imparò l'inglese dall'età di cinque anni.

## Carriera professionistica
Gehrig si unì ai New York Yankees a metà della stagione 1923 e fece il suo debutto il 15 giugno 1923 come pinch hitter (battitore di riserva). Nelle sue prime due stagioni giocò sporadicamente, per un totale di 23 partite e non fu nel roster degli Yankees che vinsero le World Series del 1923. Nel 1925, batté con una media di .295, con 20 fuoricampo e 68 punti battuti a casa (RBI).
La stagione della consacrazione del ventitreenne prima base degli Yankees giunse nel 1926, quando batté con una media di .313, 16 fuoricampo e 112 RBI. Nelle World Series del contro i St. Louis Cardinals, Gehrig batté con .348 e 4 RBI. I Cardinals vinsero la serie per quattro gare a tre.

### 1927
Nel 1927, Gehrig disputò una delle migliori stagioni della storia per un battitore, battendo con .373 e 218 valide, inclusi 47 fuoricampo e l'allora primato di 175 punti battuti a casa (superando il record del compagno Babe Ruth di 171 stabilito sei anni prima) La produzione di Gehrig contribuì a fare terminare la squadra con un record nella stagione regolare 1927 di 110-44, conquistando l'American League e le World Series dopo avere battuto in quattro gare i Pittsburgh Pirates. Anche se la AL lo nominò miglior giocatore della lega quell'anno, la sua annata fu oscurata dai 60 home run di Babe Ruth e dal dominio complessivo degli Yankees del 1927, una squadra spesso citata per avere una delle migliori formazioni di tutti i tempi, i celebri "Murderers' Row".
Malgrado l'avere giocato all'ombra del popolare Ruth per due terzi della sua carriera, Gehrig fu uno dei giocatori più produttivi della storia del baseball: ebbe 509 RBI nell'arco di tre stagioni (1930-32). Solo altri due giocatori, Jimmie Foxx con 507 e Hank Greenberg con 503 hanno superato i 500 RBI in tre stagioni, a differenza di Gehrig però non consecutive (Babe Ruth ne ebbe 498.) In 14 stagioni complete, Gehrig ne disputò 13 consecutive con cento o più RBI (un primato della Major League condiviso con Foxx e successivamente superato nel 2010 da Alex Rodriguez). Gehrig disputò sei stagioni in cui batté con .350 o meglio (con un massimo di .379 nel 1930), oltre a una settima da .349. Ebbe sette stagioni con 150 o più RBI, 11 oltre i 100, otto con oltre 200 battute e cinque con più di quaranta fuoricampo.
Gehrig guidò la American League in punti segnati per quattro volte, in home run tre volte e in RBI cinque volte. I suoi 184 RBI nel 1931 rimangono un record della American League al 2016 e sono il secondo numero di tutti i tempi dietro le 191 di Hack Wilson nel 1930. A livello stagionale in RBI, Gehrig è classificato al secondo posto, al quinto (175) e sesto (174), più altre quattro stagioni oltre i 150. Detiene il record assoluto per il maggior numero di stagioni con 400 basi totali o più, essendovi riuscito per cinque volte. Batteva per quarto durante le gare, dopo Ruth, rendendo sconveniente per gli avversari fare andare intenzionalmente Ruth in prima base.
Durante le dieci stagioni (1925-1934) in cui Gehrig e Ruth fecero parte entrambi degli Yankees e presero parte alla maggior parte delle gare, Gehrig ebbe più home run di Ruth solo una volta, nel 1934, 49 contro 22 (Ruth giocò 125 gare quell'anno). Furono alla pari con 46 nel 1931. Ruth ebbe 424 home run contro i 347 di Gehrig. Tuttavia, Gehrig superò Ruth in RBI, 1.436 a 1.316. Gehrig ebbe un .343 di media in battuta, contro il .338 di Ruth.

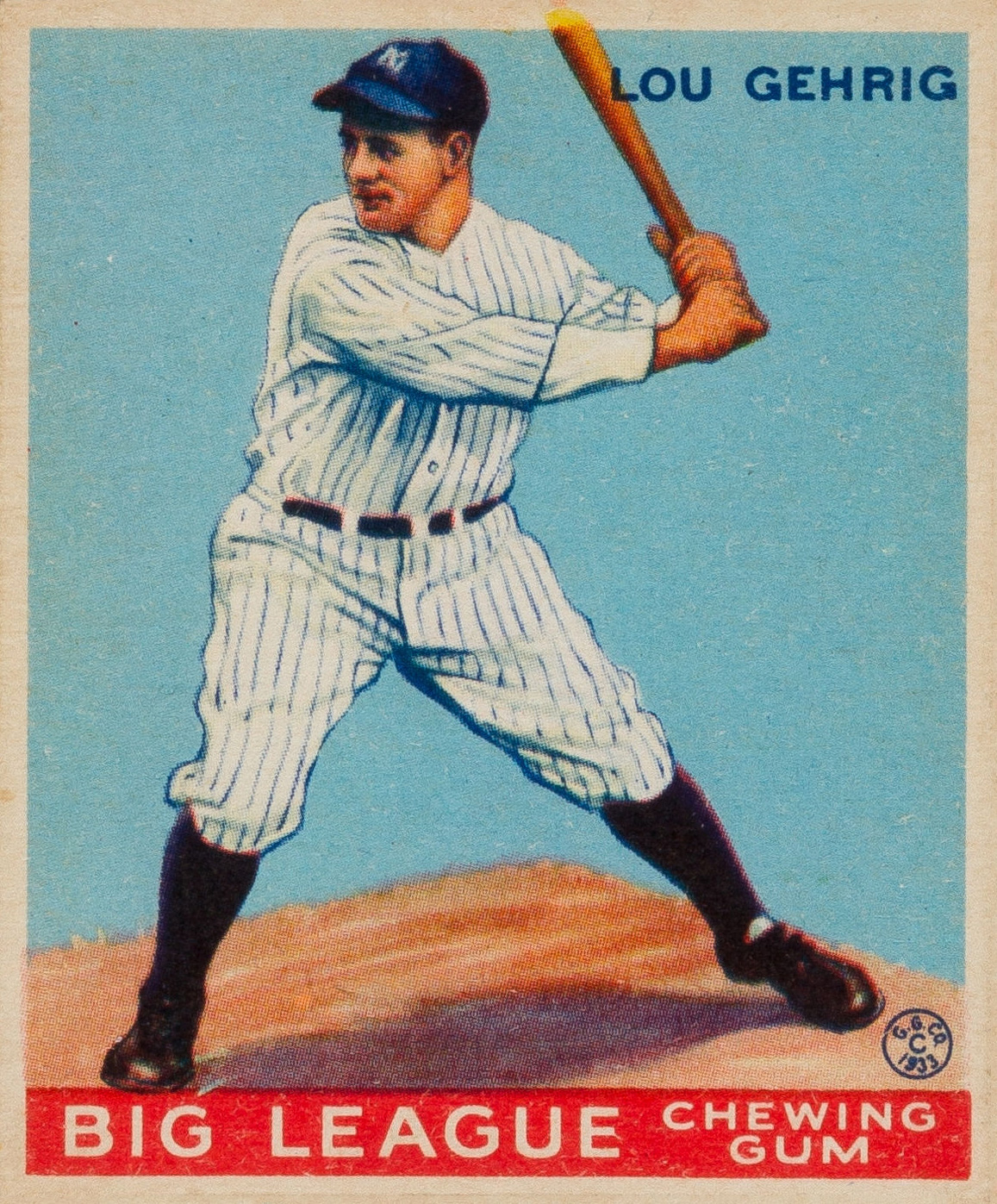
Gehrig in una figurina del 1933.

### 1932
Nel 1932, Gehrig divenne il primo giocatore del ventesimo secolo a battere quattro fuoricampo in una partita, un'impresa compiuta il 3 giugno contro i Philadelphia Athletics. Ne mancò di poco un quinto quando l'avversario Al Simmons fece una presa al volo su una palla che stava volando oltre il perimetro di gioco. Dopo la gara, il manager Joe McCarthy gli disse: "Bene, Lou, nessuno potrà portarti via quello che hai compiuto oggi." Quello stesso giorno però, John McGraw annunciò il suo ritiro dopo essere stato per trent'anni il manager dei New York Giants. Fu così McGraw, non Gehrig, a ricevere i maggiori titoli sulle sezioni sportive dei giornali il giorno successivo.

### 1936
In un articolo che precedette le World Series del 1936 su Lou Gehrig e Carl Hubbell, Time proclamò Gehrig "il battitore numero 1 del baseball", il quale "ha un orgoglio fanciullesco nel colpire la palla, correndo quanto più veloce riesca verso le basi".
Sempre nel 1936, spinto da sua moglie, Gehrig acconsentì ad assumere l'agente di Babe Ruth, il quale, a sua volte, lo spinse a un'audizione per il ruolo di Tarzan, l'Uomo scimmia, dopo che Johnny Weissmuller aveva lasciato il ruolo per cui era divenuto celebre. Gehrig si spinse però solo a posare per un'imbarazzante, e ampiamente distribuita, foto di se stesso avvolto in una pelle di leopardo. Quando il creatore di Tarzan Edgar Rice Burroughs la vide, mandò a Gehrig un telegramma con scritto "Voglio congratularmi per essere un così forte prima base."

### 2.130 partite consecutive

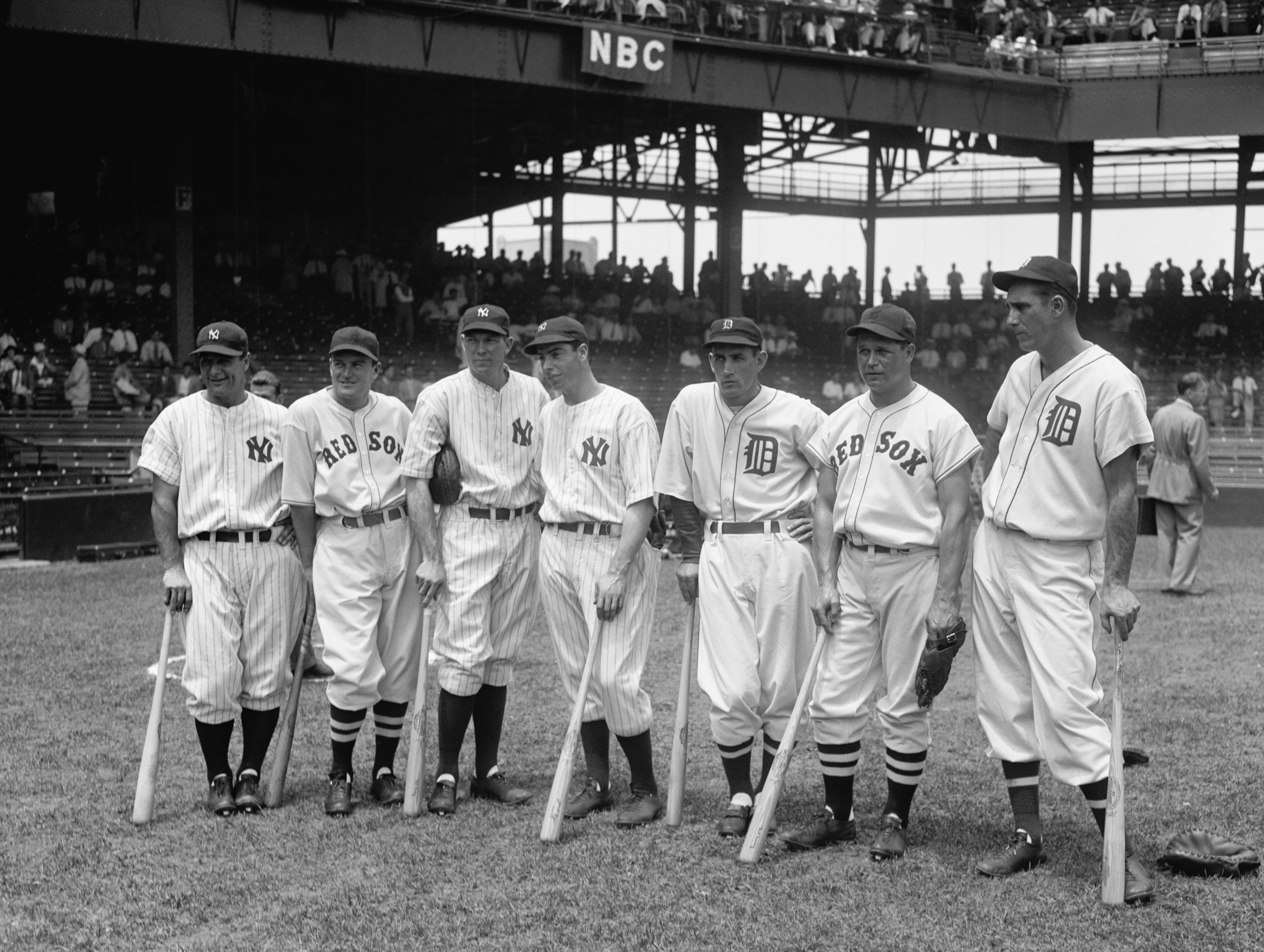
Sette dei giocatori convocati per l'All-Star Game della American League del 1937, da sinistra Lou Gehrig, Joe Cronin, Bill Dickey, Joe DiMaggio, Charlie Gehringer, Jimmie Foxx e Hank Greenberg. Tutti e sette sarebbero stati indotti nella Hall of Fame.

Il 1º giugno 1925, Gehrig entrò in gara come pinch hitter, sostituendo l'interbase Paul "Pee Wee" Wanninger. Il giorno successivo, il manager degli Yankees Miller Huggins fece partire come titolare Gehrig al posto di Wally Pipp. Pipp stava attraversando un periodo negativo, così come tutta la squadra, così Huggins fece diversi cambiamenti per migliorare le loro prestazioni, sostituendo Pipp, Aaron Ward, e Wally Schang. Quattordici anni dopo, Gehrig giocò 2.130 gare consecutive.
In alcuni casi, Gehrig riuscì a mantenere la striscia intatta grazie a coincidenze fortuite, mentre in altre scese in campo malgrado gli infortuni. Ad esempio:
- Il 23 aprile 1933 una palla del lanciatore dei Washington Senators Earl Whitehill colpì Gehrig dritto in testa. Anche se reso quasi incosciente, Gehrig rimase in gara.
- Il 14 giugno 1933 Gehrig fu espulso, assieme al manager McCarthy, ma solo dopo avere già battuto.
- In una gara amichevole del giugno 1934 Gehrig fu colpito da una palla sotto l'occhio destro, rimanendo privo di sensi. Secondo le notizie dell'epoca, rimase incosciente per cinque minuti. I caschi non furono resi obbligatori sino agli anni quaranta. Lasciò la partita, ma fu regolarmente in campo il giorno successivo.[21]
- Il 13 luglio 1934 Gehrig soffrì un attacco di lombalgia e dovette essere sostenuto per uscire dal campo. Nella gara in trasferta del giorno successivo, fu inserito nella formazione come interbase. Nella sua unica prestazione nel box di battuta, fu subito sostituito da un pinch runner per riposare la schiena, non scendendo più in campo. È stato ipotizzato che questo potesse essere stato uno dei primi sintomi della sua malattia.

Le radiografie effettuate nell'ultima fase della sua vita rivelarono che Gehrig aveva sostenuto diverse fratture nel corso della sua carriera, non saltando tuttavia alcuna gara. In un caso la sua striscia fu aiutata quando il general manager degli Yankees Ed Barrow rinviò una gara per pioggia, quando Gehrig era influenzato. Il primato di 2.130 gare di Gehrig resistette fino al 6 settembre 1995, quando fu superato dall'interbase dei Baltimore Orioles Cal Ripken Jr..

## Malato di sclerosi laterale amiotrofica

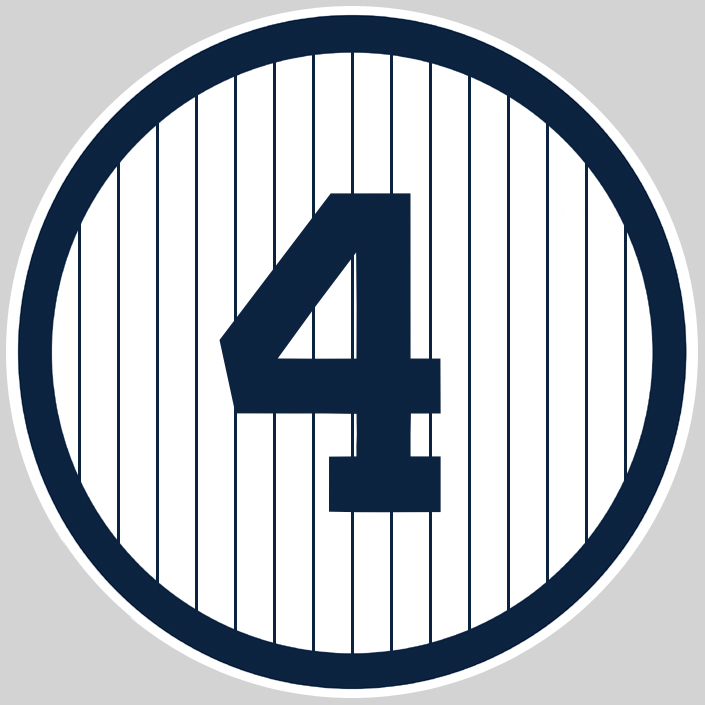
Il numero di Gehrig fu ritirato dagli Yankees nel 1939.

Il suo nome è associato alla malattia neurologica denominata sclerosi laterale amiotrofica, in precedenza denominata "malattia di Gehrig" o "malattia di Charcot". Recenti studi hanno messo in dubbio il fatto che la malattia di cui morì fosse la sclerosi laterale amiotrofica, ma una malattia con sintomi simili o come conseguenza dei molti traumi cerebrali subiti in carriera. Non avendo avuto figli ed essendo deceduta nel 1994 la moglie Eleanor, la Mayo Clinic, che conserva la documentazione stilata all'epoca della morte, ha ripetutamente rifiutato di pubblicare i referti medici, dichiarandone l'irrilevante valore scientifico, oltre al rispetto della riservatezza del giocatore.
Alcuni esperti hanno convenuto che, indipendentemente dal contenuto dei documenti, solo un'autopsia avrebbe potuto rivelare se la diagnosi fatta all'epoca fosse stata sbagliata, ma il corpo fu cremato poco dopo il decesso. Secondo altri la Mayo Clinic si rifiuterebbe di pubblicare le cartelle cliniche per evitarsi l'imbarazzo d'aver commesso un errore diagnostico.

## Palmarès

### Club
- World Series: 6

New York Yankees: 1927, 1928, 1932, 1936, 1937, 1938

### Individuale
- MVP dell'American League: 2

1927, 1936
- MLB All-Star: 7

1933-1939
- Tripla corona: 1

1934
- Miglior battitore dell'American League: 1

1934
- Leader dell'American League in fuoricampo: 3

1931, 1934, 1936
- Leader dell'American League in punti battuti a casa: 5

1927, 1928, 1930, 1931, 1934
- Formazione del secolo della MLB
- Numero 4 ritirato dai New York Yankees

## Filmografia
La sua vita è raccontata dal film del 1942 L'idolo delle folle (The Pride of the Yankees), in cui Gehrig è interpretato da Gary Cooper.
Si parla di lui anche nel film biografico The babe.